# Adrián Gunino
Adrián Gunino, vollständiger Name Adrián Javier Gunino Duque, (* 3. Februar 1989 in Montevideo) ist ein uruguayischer ehemaliger Fußballspieler.

## Verein
Der 1,67 Meter große Defensivakteur Gunino stand von 2008 bis 2009 im Kader des Erstligisten Danubio. Dort absolvierte er 16 Erstligaspiele. Sodann wechselte er im Rahmen einer Ausleihe ins Nachbarland Argentinien zu den Boca Juniors, für die er zwischen Mitte 2009 und 2010 ein Ligaspiel bestritt. Bei den Argentiniern kam er erstmals im Rahmen des Audi Cup gegen den AC Mailand zum Einsatz. Anschließend stand er noch in einem Freundschaftsspiel gegen den LASK Linz 45 Minuten lang auf dem Platz. Sein Pflichtspieldebüt feierte er sodann gegen die Newell’s Old Boys, als er nach 20 Minuten für den verletzten Hugo Ibarra eingewechselt wurde und in der Folge eine desaströse Leistung ablieferte, die ihm eine weitere Zukunft bei den Boca Juniors verbaute. Trainer Alfio Basile griff lediglich noch einmal in einem Freundschaftsspiel im südamerikanischen Sommer 2010 gegen San Lorenzo auf ihn zurück. Bei diesem Spiel schoss Gunino prompt ein Eigentor und musste zur Halbzeit das Spielfeld verlassen. In der Spielzeit 2010/11 spielte er nach einem im Juni 2010 auf Leihbasis erfolgten Wechsel für den französischen Klub FC Toulouse. Dort bestritt er 29 Ligaspiele. Ein Tor erzielte er nicht. Im August 2011 schloss er sich nach Rückkehr in seine Heimat Peñarol Montevideo an. Es folgte eine Halbserie bei Fénix im Jahr 2012. Anschließend stand der Rechtsverteidiger in Spanien bei Almeria unter Vertrag, an das er im Juli 2012 mit Kaufoption in Höhe von geschätzten 500.000 Euro seitens Fénix verliehen wurde. Er wurde als Ersatz für den zu Atlético Mineiro abgewanderten Michel verpflichtet. Dort absolvierte er in der Spielzeit 2012/13 23 Partien in der Segunda División und stieg mit seinem Klub in die höchste Spielklasse auf. Danach kehrte er zunächst nach Uruguay zurück, die Spanier waren jedoch an einer erneuten Ausleihe bzw. einer festen Verpflichtung interessiert. Nachdem die Transferperiode ohne weitere Ausleihe durch Almería abgeschlossen wurde, existierten Meldungen, wonach er nunmehr für Fénix spiele. 2014 wurde er an den spanischen Klub Córdoba CF ausgeliehen, wo er am 2. März 2014 im Spiel gegen Girona in der Liga debütierte. Bis zum Abschluss der Spielzeit 2013/14 lief er je nach Quellenlage 14-mal (zzg. vier Relegationsspiele) oder 18-mal in der Liga Adelante auf. In der Spielzeit 2014/15, die sein Verein als Tabellenletzter beendete und somit abstieg, wurde er 23-mal (kein Tor) in der Primera División und zweimal (kein Tor) in der Copa del Rey eingesetzt. Ende September 2015 schloss er sich erneut Fénix an. In der Apertura der Saison 2015/16 absolvierte er dort zwei Erstligaspiele (kein Tor). Zuletzt stand er am 28. November 2015 im Spieltagskader. Nach Abschluss der Saison beendete er seine Karriere.

## Nationalmannschaft
Gunino nahm mit der U-20-Uruguays an der U-20-Südamerikameisterschaft 2009 und an der U-20-Weltmeisterschaft 2009 teil. Er gehörte dem uruguayischen Aufgebot an, das bei den Panamerikanischen Spielen 2011 die Bronzemedaille gewann. Im Turnier kan er in fünf Spielen zum Einsatz (kein Tor). Auch war Gunino Teil einer uruguayischen U-22-Auswahl, die im Oktober 2011 zu einem Spiel gegen die argentinische U-20-Nationalmannschaft antrat.

## Erfolge
- Bronzemedaille Panamerikanische Spiele 2011